# La dernière Reine de Tahiti
Pour plus de détails, voir Fiche technique et Distribution.

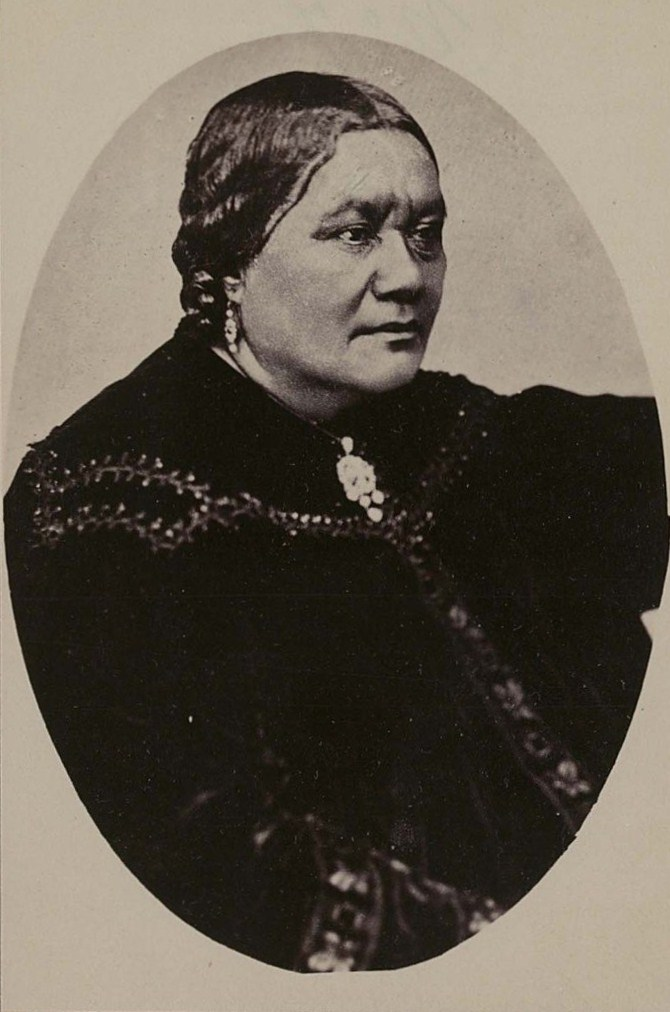
La reine Pōmare IV par Paul-Émile Miot (1870).

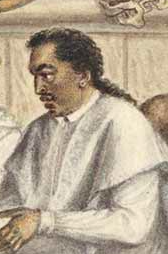
Le roi Pōmare II.

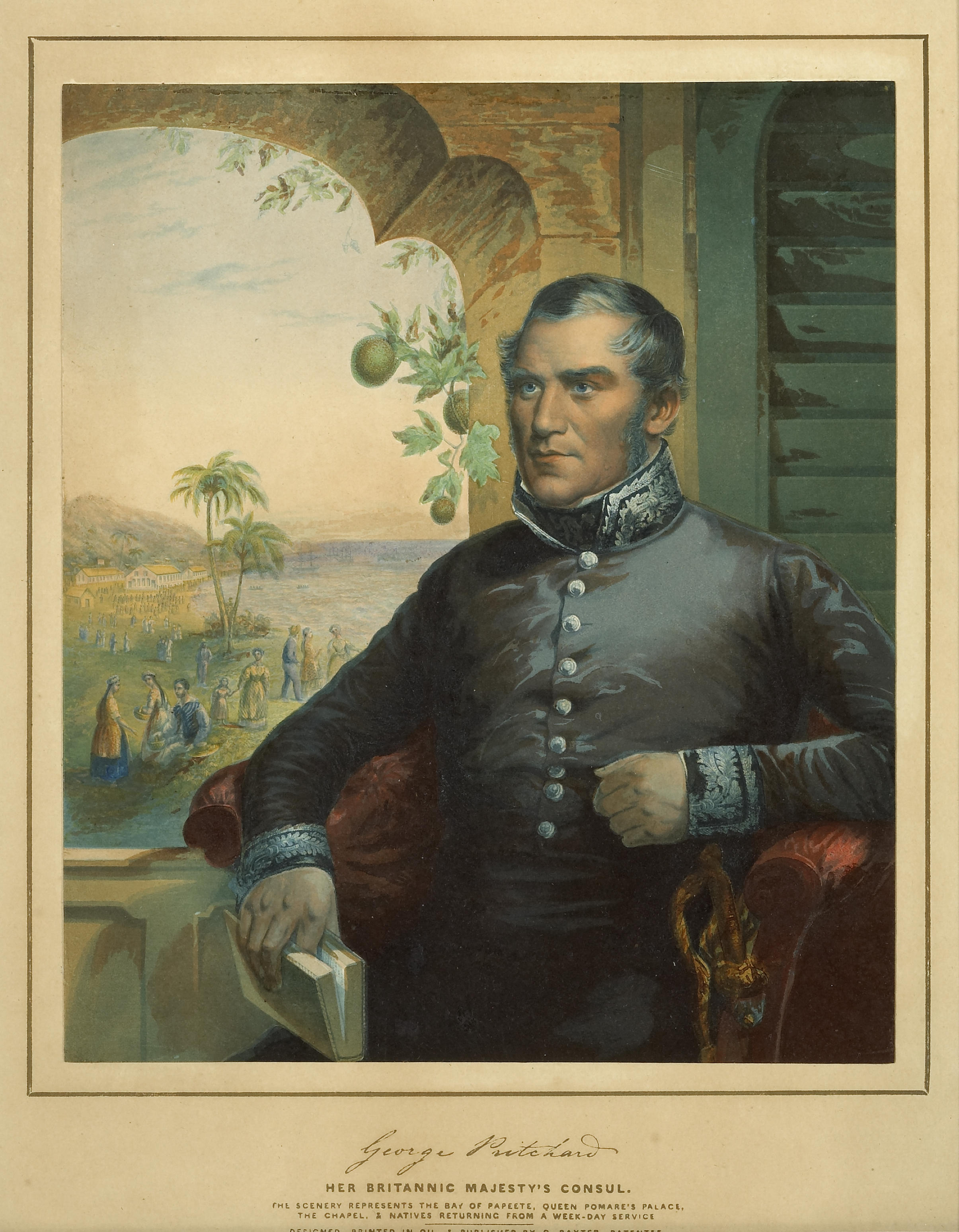
George Pritchard.

La Dernière Reine de Tahiti est un téléfilm français réalisé par Adeline Darraux, et diffusé pour la première fois en Polynésie française le 25 septembre 2022 sur Polynésie La 1re  et en France métropolitaine le 21 novembre 2022 sur France 2.
Cette fiction autour de Pōmare IV (1813–1877), reine de l'île de Tahiti au XIXe siècle, est une production de GMT (Mediawan) pour France 2,, réalisée avec la participation de France Télévisions et de TV5 Monde ainsi que le soutien du gouvernement de la Polynésie française.

## Synopsis
Au royaume de Tahiti, la jeune reine 'Aimata Pōmare doit composer avec les missionnaires britanniques de la London Missionary Society installés sur l'île, où ils ont imposé la religion protestante et la langue anglaise.
Mariée de force à l'âge de 10 ans au prince Tanetoa, dont elle vit séparée, elle s'affiche librement avec son amant Ariʻifaaite, ce qui irrite le révérend anglais George Pritchard, qui n'apprécie pas non plus sa façon de s'habiller et de pratiquer les danses traditionnelles de l'île avec les jeunes gens de l'île. Estimant ces pratiques indignes d'une reine, Pritchard lui impose la présence d'une gouvernante anglaise, Miss Madison, pour lui apprendre les usages de la bonne société britannique.
Revenu sur l'île, le prince Tanetoa s'introduit chez 'Aimata, la frappe et tente de la violer. Conseillée par Miss Madison, 'Aimata veut porter plainte auprès de Pritchard, qui lui répond que la loi anglaise dit qu'il n'y a pas de viol entre époux. Elle lui rétorque que frapper une reine, par contre, est un crime de lèse-majesté et elle exige en conséquence le départ immédiat et définitif du prince ainsi que l'annulation de son mariage. Pritchard accède à sa première demande mais répond que, pour l'annulation du mariage, il faut l'accord du roi George IV, chef de l'église anglicane : il feint alors d'écrire au roi. Un an plus tard, sans réponse de Londres, la jeune reine 'Aimata décide, en guise de mesure de rétorsion, de ne plus rendre la justice qu'en tahitien, même lors des procès impliquant des citoyens britanniques : « Votre roi reste sourd à ma demande. C'est que nous ne parlons pas la même langue ».
Ayant appris que le pape peut annuler un mariage, 'Aimata menace de se convertir à la foi catholique afin de pouvoir épouser Ariʻifaaite car il est temps de donner un héritier à la couronne : comme elle est soutenue par le chef Tati, Pritchard cède et 'Aimata peut enfin divorcer de Tanetoa et épouser Ariʻifaaite.
Mais l'expulsion de deux missionnaires catholiques français arrivés clandestinement sur l'île donne à la France l'occasion d'intervenir militairement sur l'île et de chercher à imposer un protectorat français. La reine rassemble ses guerriers et charge, drapeau au vent, les soldats français débarqués sur l'île mais l'affrontement, très inégal, tourne au massacre. Blessée, la reine est contrainte par le chef Tati de fuir en radeau avec Ariʻifaaite et leur fils vers l'île de Raiatea où ils sont accueillis par son oncle, le souverain local Tamatoa IV.
Après avoir longtemps espéré en vain l'intervention de la reine Victoria et de sa Royal Navy, 'Aimata finit par se soumettre aux conditions du gouverneur français Armand Joseph Bruat et revient à Tahiti.
Elle négocie de façon ferme et habile avec Bruat et obtient de lui la construction d'un hôpital et d'écoles non seulement pour les garçons mais également pour les filles, qui ont droit selon elle au même niveau d'enseignement que les garçons. Bruat s'implique dans la réalisation de ces projets chers à la reine et développe avec elle une amitié durable.

## Fiche technique
Sauf indication contraire, les informations mentionnées dans cette section peuvent être confirmées par la base de données cinématographiques Allociné,  présente dans la section « Liens externes ».
- Titre français : Pomaré, La Dernière Reine de Tahiti
- Réalisation : Adeline Darraux[1],[2],[4]
- Scénario : Francis Bianconi, Sophie Deschamps et Olivier Doran[1],[2],[4] sur une idée originale de Francis Bianconi
- Musique : Nicolas Jorelle
- Décors : Catherine D'Ovidio
- Costumes : Florence Sadaune
- Photographie : Dominique Bouilleret
- Montage : Stéphanie Gaurier
- Production : Louise Barnathan et Julien Dewolf[1]
- Production associée : Matthieu Pédelahore
- Sociétés de production : GMT Productions[1],[2] ; France Télévisions et TV5 Monde (coproduction)
- Société de distribution : France Télévisions
- Prestataire VFX : Les Tontons truqueurs
- Production exécutive en Polynésie française : Pacific Prod TV
- Pays de production :  France
- Langue originale : français
- Format : couleur
- Genre : biographie historique
- Durée : 90 minutes[1],[2]
- Dates de première diffusion :
  - Polynésie française : 18 septembre 2022 (avant-première au Grand Théâtre de la Maison de la culture)[5] ; 25 septembre 2022 sur Polynésie La 1re
  - France métropolitaine : 21 novembre 2022 sur France 2[6]

## Distribution

### Les Tahitiens
- Tuheï Adams : la reine de Tahiti 'Aimata Pōmare IV
- Terence Telle : Ariʻifaaite, second époux de la reine
- Jacques Laurent : le prince Tanetoa, premier époux de la reine
- Manuarii Bonnefin : le roi Pōmare II, père de la reine
- Teiva Manoi : le chef Tati
- Eddy Kelly : Teva, garde de la reine
- Lee Rurua : Mahana, la nourrice d'Aimata
- Anivaï Penehata : 'Aimata à 10-14 ans
- Keha Desbordes : Ariʻifaaite à 17 ans

### Les Raiatéens
- Ioan Lenoir : Tamatoa IV, roi du Royaume-Uni de Raiatea et Tahaa

### Les Britanniques
- Bernard Le Coq : le révérend George Pritchard
- Alexia Barlier : Miss Madison
- Sam Chemoul : le révérend John Darling
- Jean Roche : le pasteur Orsmond
- Françoise Carlier-Durand : Miss Orsmond

### Les Français
- Pascal Ortega : l'amiral du Petit-Thouars
- Thierry Godard : le gouverneur Armand Joseph Bruat
- Laurent Brissonaud : le consul Jacques-Antoine Moerenhout

## Production

### Genèse et développement
En juillet 2021, le président de la Polynésie française, Édouard Fritch, reçoit, sur son île, l'un des scénaristes, Francis Bianconi, la réalisatrice, Adeline Darraux et le directeur de production, Frank Lebreton, pour une discussion sur le projet du téléfilm La Dernière Reine de Tahiti : l'île soutient l'équipe de la production au profit « d'importante retombées économiques au niveau local et participera à la promotion de la destination ».
Le communiqué de presse publié le 12 mars 2022 par France Télévisions précise : « Le tournage de la fiction internationale La Dernière Reine de Tahiti répond à l'ambition de France Télévisions d'ancrer sa politique de création au cœur de toutes les régions françaises, y compris en Outre-mer, en accompagnant et valorisant les compétences dans les métiers de production de séries, de feuilletons et de fictions »,.

### Distribution des rôles
En mars 2022, on apprend que le rôle-titre serait interprété par l'actrice Tuheï Adams, aux côtés de Bernard Le Coq, Alexia Barlier, Terrence Telle, Thierry Godard, Eddy Kelly, Teiva Manoi, Lee Rurua et Sam Chemoul.

### Tournage
Le tournage se déroule du 10 mars au 8 avril 2022 en Polynésie française,.
Comme le précise le communiqué de presse de France Télévisions : « L'équipe technique et le casting comptent des professionnels et des acteurs polynésiens qui, par leur savoir-faire et leur culture, contribuent à ancrer localement ce tournage »,,.

## Diffusions et audience
En France métropolitaine, le téléfilm, diffusé le 21 novembre 2022 sur France 2, réunit 2,36 millions de téléspectateurs soit 11,4 % de l'ensemble du public, la chaîne se classant troisième des audiences.